# Кашина Фузерино (Бреша)
Кашина Фузерино је насеље у Италији у округу Бреша, региону Ломбардија.
Према процени из 2011. у насељу је живело 23 становника. Насеље се налази на надморској висини од 115 м.